# Mr.Mr. (EP)
Mr.Mr. là tiêu đề mini-album tiếng Hàn thứ tư của nhóm nhạc nữ Hàn Quốc Girls' Generation, được phát hành chính thức vào ngày 24 tháng 2 năm 2014 (phiên bản kỹ thuật số) và ngày 27 tháng 2 năm 2014 (phiên bản CD) bởi SM Entertainment. Đây là album tiếng Hàn cuối cùng có sự xuất hiện của thành viên Jessica trước khi cô chính thức rời nhóm vào ngày 30 tháng 9 năm 2014.

## Lịch sử
Ngày 22 tháng 12 năm 2013, gần một năm sau khi album tiếng Hàn thứ tư của Girls' Generation, "I Got a Boy", được phát hành, nhóm tổ chức một buổi biểu diễn mang tên Märchen Fantasy. Tại đây, Girls' Generation đã tiết lộ một đoạn video ngắn về lần trở lại sắp tới của họ. Video cho thấy hình ảnh của các cô gái và một cảnh trong vũ đạo sắp tới kèm theo hình ảnh điện tâm đồ chạy theo dòng chữ "Mr.Mr." gây hào hứng trong dư luận.
Vào ngày 10 tháng 2 năm 2014, tiêu đề của ca khúc trở lại của Girls' Generation được chính thức tiết lộ. Đồng thời, trên kênh YouTube chính thức của SMTOWN đã đăng tải một đoạn video dài 40 giây tiết lộ về giai điệu và phong cách của lần trở lại này của Girls' Generation. Trong đoạn video, 9 cô gái lần lượt xuất hiện với quang cảnh của một phòng khám âm u, lạnh lẽo và có phần rùng rợn cùng hình ảnh của những vật dụng y tế, nội tạng giả đính đồ trang sức lấp lánh trong tiếng nhạc dồn dập, bắt tai.
Theo thông báo từ SM Entertainment, ca khúc chủ đề mang tựa đề "Mr.Mr." theo kế hoạch sẽ được phát hành trước dưới dạng đĩa đơn vào ngày 19 tháng 2 năm 2014 giống với hé lộ cuối đoạn video được đăng tải. Đại diện công ty này cũng cho biết album sẽ được ra mắt sau đó 5 ngày, vào ngày 24 tháng 2. SM Entertainment sau đó cũng tiết lộ rằng hình tượng của lần trở lại này là "bí ẩn với nét quyến rũ sang trọng" chứ không phải "gợi cảm" giống xu hướng các nhóm nhạc nữ khác đang theo đuổi và tuyên bố: "Chúng tôi sẽ cho thấy một sự thay đổi mà chỉ Girls' Generation có thể làm được."
Theo một thông tin độc quyền từ trang báo OSEN, trong quá trình cuối của việc chuẩn bị phát hành video âm nhạc của ca khúc chủ đề "Mr.Mr.", vào ngày 13 tháng 2, SM Entertainment đã thông báo họ gặp phải sai lầm không đáng có và dẫn đến mất đi một phần trong video. Công ty này cũng cho biết họ sẽ cố gắng khôi phục lại dữ liệu. Tuy nhiên, để có thời gian sửa chữa tốt nhất, kế hoạch ban đầu của Girls' Generation sẽ bị hủy bỏ và đẩy lùi khoảng 2 tuần. Nhiều nguồn dư luận cho rằng lý do này được SM Entertainment đưa ra chỉ là lý do để họ hợp lý hóa ý định đẩy lùi ngày trở lại của Girls' Generation đáp trả lại mong muốn của công ty đối thủ của họ, YG Entertainment, về một trận chiến nhóm nhạc nữ sẽ xảy ra giữa Girls' Generation và 2NE1 được đăng tải trên trang mạng xã hội Twitter chính thức của YG Entertainment.
Tối ngày 3 tháng 2 năm 2014, một cách bất ngờ, phiên bản kỹ thuật số của mini-album được phát hành rộng rãi trên iTunes gây nên nghi hoặc từ phía dư luận về nguồn gốc của phiên bản này. Sau đó vài giờ, phiên bản kỹ thuật số này lại đột ngột bị gỡ bỏ. Dư luận dự đoán việc phát hành trước trên iTunes này là tai nạn. Tuy vậy, chỉ trong vài giờ, các bài hát trong mini-album đã được chia sẻ tràn lan trên Internet gây nên hoang mang lớn trong cộng đồng fan của Girls' Generation. Dù có sự ra mặt giải quyết buộc gỡ bỏ từ phía SM Entertainment với các nhà cung cấp dịch vụ chia sẻ trên Internet, việc mini-album bị rò rỉ do tai nạn cũng gây không ít khó khăn cho việc tiêu thụ album sau này. Một điều bất ngờ và thú vị, chỉ trong vòng vài tiếng, tai nạn này cũng đưa "'Mr.Mr." lên đứng vị trí đầu bảng xếp hạng các ca khúc theo thời gian thực của iTunes tại Việt Nam.
Ngày 24 tháng 2 năm 2014, SM Entertainment đăng thông báo chính thức về lịch phát hành của mini-album "Mr.Mr." trên trang chủ và mạng xã hội kèm theo bìa đĩa chính thức. Theo đó, phiên bản kỹ thuật số của album sẽ phát hành vào 5 giờ chiều cùng ngày (theo giờ Hàn Quốc), còn phiên bản đĩa sẽ được phát hành sau đó 3 ngày, tức ngày 27 tháng 2 năm 2014.

## Sản xuất
Theo công bố của SM Entertainment, "Mr.Mr." là một ca khúc nhạc dance-pop hiện đại kết hợp với những giai điệu R&B nổi bật. Ca khúc được sản xuất bởi The Underdogs, những người đã làm việc cùng với cac ca sĩ nổi tiếng thế giới như Beyoncé, Justin Timberlake và Chris Brown trước đây. Về phần vũ đạo, của "'Mr.Mr." được biên đạo bởi biên đạo múa nổi tiếng Jillian Meyer, người đã từng làm việc với Janet Jackson, Celine Dion và Kylie Minogue.

## Quảng bá

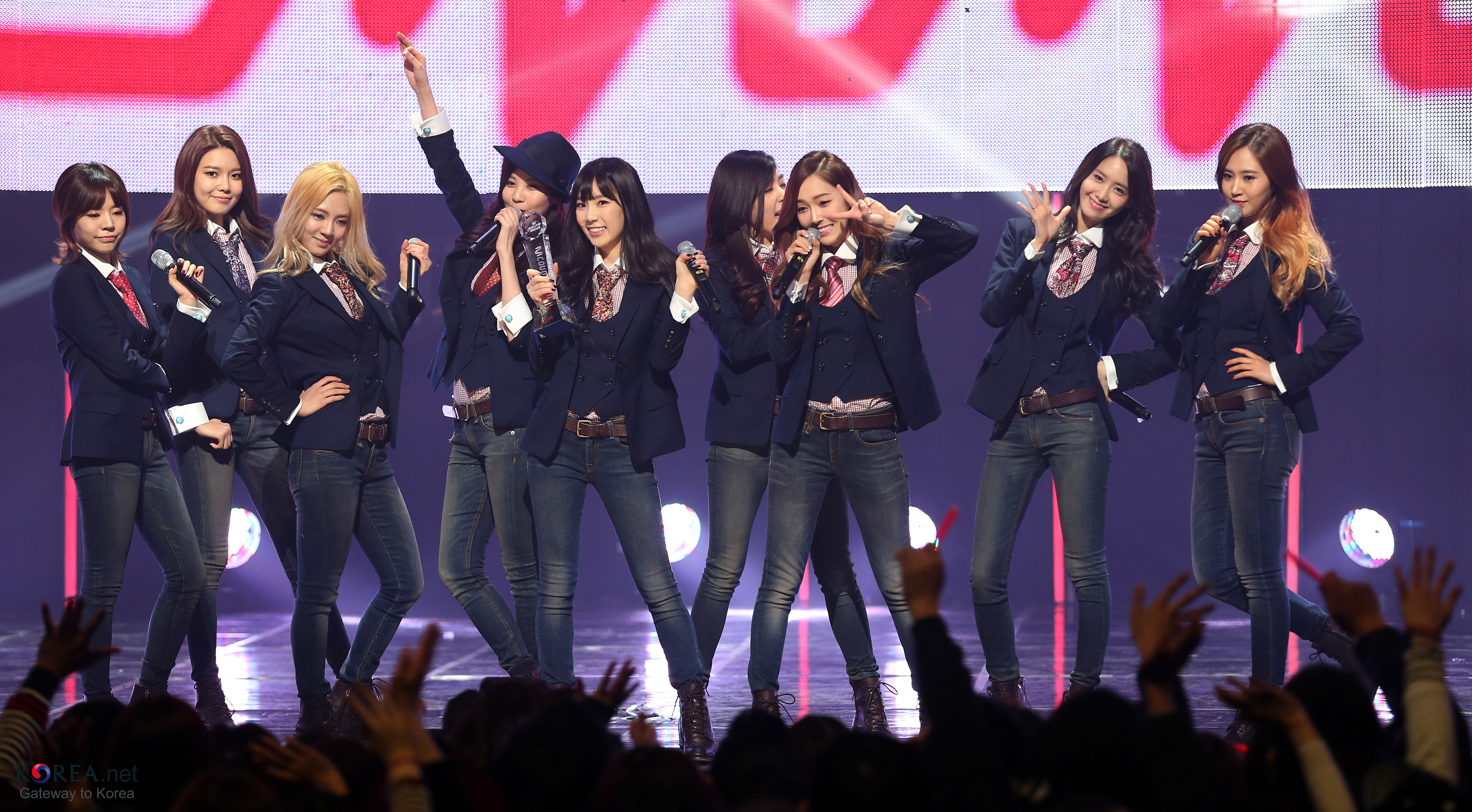
Girls' Generation tại M! Countdown ngày 6 tháng 3.

Như thường lệ, Girls' Generation sẽ khởi động chiến dịch quảng bá cho "'Mr.Mr." bằng những màn trình diễn trên các chương trình âm nhạc hàng tuần của Hàn Quốc. Theo kế hoạch ban đầu được trưởng nhóm Tae-yeon tiết lộ tại sự kiện "S.M. THE BALLAD Vol.2 'BREATH' Joint Recital" ngày 15 tháng 2 năm 2014, nhóm sẽ có màn trở lại đầu tiên trên sân khấu chương trình "M! Countdown" của đài Mnet vào ngày 20 tháng 2. Tuy nhiên, do sai sót trong quá trình lưu trữ video âm nhạc của ca khúc chủ đề (như đã nói ở trên), kế hoạch này đã bị hủy bỏ hoàn toàn.
Ngày 24 tháng 2 năm 2014, SM Entertainment đăng thông báo chính thức về lịch quảng bá của "Mr.Mr.". Girls' Generation đã có buổi biểu diễn trở lại đầu tiên của họ tại chương trình âm nhạc hàng tuần M! Countdown của Mnet vào ngày 6 tháng 3 năm 2014, đồng thời cũng biểu diễn ca khúc "Wait A Minute". Nhóm đã tiếp tục thực hiện các buổi biểu diễn tại tuần đầu tiên để quảng bá cho album tại chương trình Music Bank của đài KBS, Show! Music Core của đài MBC và The Music Trend của đài SBS vào ngày 7,8 và 9 sau đó.

## Danh sách bài hát
| STT              | Nhan đề                                                                                    | Phổ lời                                                    | Phổ nhạc                                                                                     | Phối khí                                             | Thời lượng |
| ---------------- | ------------------------------------------------------------------------------------------ | ---------------------------------------------------------- | -------------------------------------------------------------------------------------------- | ---------------------------------------------------- | ---------- |
| 1.               | "Mr.Mr. (미스터미스터)"                                                                    | Jo Yun-gyeong & Kim Hui-jeong                              | The Underdogs                                                                                | The Underdogs                                        | 03:55      |
| 2.               | "Goodbye"                                                                                  | Hwang Hyeon                                                | Lindy Robbins, Brent Paschke & Jenna Andrews                                                 | Lindy Robbins, Brent Paschke & Jenna Andrews         | 03:14      |
| 3.               | "유로파 (Europa)"                                                                          | Kenzie                                                     | Kenzie                                                                                       | Kenzie                                               | 03:22      |
| 4.               | "Wait a Minute"                                                                            | Lee Ju-hyeong, G-High, Sin-a Nyeo-seu, Hwang Hyeon, Mo Yul | Lee Ju-hyeong & G-High                                                                       | Lee Ju-hyeong & G-High                               | 03:24      |
| 5.               | "백허그 (Back Hug)"                                                                        | Jo Yun-gyeong                                              | Ingrid Skretting, Jesper Borgen                                                              | Hwang Gun-dan (Hwang Seong-jae, Nikel, Jeong Su-min) | 04:09      |
| 6.               | "소울 (Soul)" (Phiên bản tiếng Hàn của đĩa đơn nhạc game "Blade & Soul", "Find Your Soul") | Jo Yun-gyeong                                              | RED ROCKET, Anne Judith Wik, Nermin Harambasic, Ronny Vidar Svendsen, Lukas "Nate" Nathanson | RED ROCKET                                           | 03:47      |
| Tổng thời lượng: | Tổng thời lượng:                                                                           | Tổng thời lượng:                                           | Tổng thời lượng:                                                                             | Tổng thời lượng:                                     | 21:51      |

## Thành tích

### Doanh số
Thị trường kỹ thuật số
Một tiếng sau khi phiên bản kỹ thuật số của album được phát hành, ca khúc chủ đề "Mr.Mr." đã chiếm lĩnh ngay vị trí số 1 trên các bảng xếp hạng thời gian thực của các trang web mua-bán nhạc trực tuyến tại Hàn Quốc. Ca khúc chủ đề "Mr.Mr." đã đánh chiếm vị trí số 1 ở rất nhiều bảng xếp hạng như Melon, Mnet, Olleh, Bugs, Genie, Soribada, Monkey3, Naver, và Daum chỉ sau chưa đầy 1 giờ phát hành. "Mr.Mr." còn leo lên ngôi đầu của bảng xếp hạng iTunes của 11 nước trên thế giới: Đài Loan, Singapore, Philippines, Việt Nam, Thái Lan, Malaysia, Mexico, Peru, Hong Kong, Indonesia, và Nhật Bản. Nó còn đứng đầu bảng xếp bạng album nhạc pop của iTunes Canada và đứng thứ 2 tại album nhạc pop của Mỹ, đứng thứ 5 trong những album nổi tiếng nhất.
Ngoài ra,ca khúc Mr.Mr. còn lọt vào danh sách "Top 25 ca khúc hay nhất Thế giới" do tạp chí TIME nổi tiếng của Mỹ bình chọn.SNSD là nhóm nhạc châu Á duy nhất lọt vào danh sách này.
Bên cạnh đó, các ca khúc khác trong album cũng giành thứ hạng cao tại MelOn (trang web mua-bán nhạc trực tuyến lớn nhất Hàn Quốc):
| STT | Tiêu đề                 | Thứ hạng ra mắt | Thứ hạng ngày đầu tiên | Thứ hạng ngày thứ hai | Thứ hạng ngày thứ ba | Thứ hạng tuần đầu tiên | Thứ hạng tháng đầu tiên |
| --- | ----------------------- | --------------- | ---------------------- | --------------------- | -------------------- | ---------------------- | ----------------------- |
| 1.  | "Mr.Mr. (미스터미스터)" | 1               | 1                      | 2                     | 2                    | 2                      | 3                       |
| 2.  | "Goodbye"               | 6               | 9                      | 17                    | 32                   | 29                     | 51                      |
| 3.  | "유로파 (Europa)"       | 11              | 30                     | 61                    | -                    | 84                     | -                       |
| 4.  | "Wait a Minute"         | 12              | 17                     | 31                    | 56                   | 43                     | 78                      |
| 5.  | "백허그 (Back Hug)"     | 16              | 32                     | 68                    | -                    | 94                     | -                       |
| 6.  | "소울 (Soul)"           | 20              | 42                     | 83                    | -                    | -                      | -                       |

Ngày 5 tháng 3 năm 2014, Billboard công bố thứ hạng của "Mr.Mr." trên bảng xếp hạng album của họ Billboard 200 là 110, phá vỡ kỷ lục hạng 126 của mini-album Twinkle của nhóm nhỏ Girls' Generation-TTS xác lập vào năm 2012. Thứ hạng trên bảng xếp hạng Billboard K-Pop Hot 100:
| STT | Tiêu đề                 | Tuần thứ nhất | Tuần thứ hai | Tuần thứ ba | Tuần thứ tư |
| --- | ----------------------- | ------------- | ------------ | ----------- | ----------- |
| 1.  | "Mr.Mr. (미스터미스터)" | 28            | 5            | 4           | 3           |
| 2.  | "Goodbye"               | 47            | 23           | 51          | 59          |
| 3.  | "유로파 (Europa)"       | 72            | 64           | -           | -           |
| 4.  | "Wait a Minute"         | 56            | 43           | -           | -           |
| 5.  | "백허그 (Back Hug)"     | 71            | 62           | -           | -           |
| 6.  | "소울 (Soul)"           | 86            | 83           | -           | -           |

Ngày 6 tháng 3 năm 2014, "Mr.Mr." được Gaon công bố là album số 1 tuần 2 tháng 3 (23/2/2014-1/3/2014). Đồng thời, thứ hạng các ca khúc trong mini-album trên bảng xếp hạng Gaon tuần đầu tiên được đánh giá thành công:
| STT | Tiêu đề                 | Digital | Streaming | Downloading | BGM | Mobile | Karaoke | Social |
| --- | ----------------------- | ------- | --------- | ----------- | --- | ------ | ------- | ------ |
| 1.  | "Mr.Mr. (미스터미스터)" | 1       | 3         | 1           | 6   | 16     | -       | -      |
| 2.  | "Goodbye"               | 10      | 24        | 8           | 19  | -      | -       | -      |
| 3.  | "유로파 (Europa)"       | 25      | 73        | 21          | 75  | -      | -       | -      |
| 4.  | "Wait a Minute"         | 18      | 42        | 16          | 41  | -      | -       | -      |
| 5.  | "백허그 (Back Hug)"     | 24      | 82        | 20          | 51  | -      | -       | -      |
| 6.  | "소울 (Soul)"           | 33      | 98        | 24          | 88  | -      | -       | -      |

Thị trường thực
Sau 3 ngày ra mắt dưới định dạng kỹ thuật số, mini-album phát hành chính thức với định dạng CD vào ngày 27 tháng 2 năm 2014 và nhanh chóng đạt thứ hạng 2 trên bảng tổng soát ngày với doanh số 3364 bản (từ HANTEO).
Ngày 23 tháng 3 năm 2014, theo số liệu từ HANTEO, mini-album "Mr.Mr." đã vượt qua mốc 90000 bản.Tính đến cuối tháng 6 mini album Mr.Mr đã chạm mốc 161,637 bản.
|                | Ngày đầu tiên | Tuần đầu tiên | Tháng đầu tiên |
| -------------- | ------------- | ------------- | -------------- |
| Thứ hạng       | 2             | 3             | 1              |
| Doanh số (bản) | 3364          | 42000+        | 98000+         |

Album cũng đã ra mắt tại vị trí thứ 2 tại bảng xếp hạng album bán ra trong tháng 2 của Gaon với doanh số 87,824 bản mặc dù album chỉ mới được phát hành vào cuối tháng. Cũng tại bảng xếp hạng này vào tháng 3, album đã vươn lên vị trí dẫn đầu với 70,295 bản nữa được tẩu bán. Cho tới tháng 4 thì theo bảng xếp hạng này, album đã bán được 159,244 bản tất cả.
Tuy là album tiếng Hàn nhưng album này cũng đã bán được hơn 20,000 bản tại bảng xếp hạng Oricon của Nhật Bản.

### Thành tích sân khấu
Từ ngày 6 tháng 3 đến ngày 30 tháng 3 năm 2014, vỏn vẹn chưa đầy một tháng cho chiến dịch quảng bá "Mr.Mr." trên truyền hình, Girls' Generation giành chiến thắng 10 lần trên các sân khấu âm nhạc, trong đó có chuỗi chiến thắng 3 tuần liên tiếp tại MBC Show Champion và 1 lần chiến thắng với số điểm tối đa tại Mnet M! Countdown ngày 13 tháng 3 năm 2014.
| Ngày      | Sân khấu             | Thứ hạng | Điểm  | Ghi chú                                 |
| --------- | -------------------- | -------- | ----- | --------------------------------------- |
| 6/3/2014  | Mnet M! Countdown    | 1        | 9363  | 1st Win (Khởi động quảng bá)            |
| 7/3/2014  | KBS Music Bank       | 3        | 5949  |                                         |
| 8/3/2014  | MBC Show! Music Core | -        | -     | Chương trình đặc biệt số 400            |
| 9/3/2014  | SBS Music Trend      | 1        | 10974 | 2nd Win                                 |
| 12/3/2014 | MBC Show Champion    | 1        | -     | 3nd Win (Không tham gia trình diễn)     |
| 13/3/2014 | Mnet M! Countdown    | 1        | 10000 | 4th Win (Số điểm tối đa)                |
| 14/3/2014 | KBS Music Bank       | 1        | 9418  | 5th Win                                 |
| 15/3/2014 | MBC Show! Music Core | 1        | 8303  | 6th Win                                 |
| 16/3/2014 | SBS Music Trend      | 2        | 9279  |                                         |
| 19/3/2014 | MBC Show Champion    | 1        | -     | 7th Win                                 |
| 20/3/2014 | Mnet M! Countdown    | 3        | -     | Không tham gia trình diễn               |
| 21/3/2014 | KBS Music Bank       | 2        | 6137  | Không tham gia trình diễn               |
| 22/3/2014 | MBC Show! Music Core | 1        | 7537  | 8th Win (Không tham gia trình diễn)     |
| 23/3/2014 | SBS Music Trend      | 1        | 9489  | 9th Win (Không tham gia trình diễn)     |
| 26/3/2014 | MBC Show Champion    | 1        | -     | 10th Win (Chương trình đặc biệt số 100) |
| 27/3/2014 | Mnet M! Countdown    | 3        | -     |                                         |
| 28/3/2014 | KBS Music Bank       | 3        | 5061  |                                         |
| 29/3/2014 | MBC Show! Music Core | -        | -     | Bị hủy                                  |
| 30/3/2014 | SBS Music Trend      | 2        | 8772  | Kết thúc quảng bá                       |

## Lịch sử phát hành
| Nơi phát hành | Ngày                | Định dạng          | Nhãn hiệu             |
| ------------- | ------------------- | ------------------ | --------------------- |
| Toàn thế giới | 24 tháng 2 năm 2014 | Tải về kĩ thuật số | SM Entertainment      |
| Hong Kong     | 24 tháng 2 năm 2014 | CD                 | Universal Music Group |
| Hàn Quốc      | 27 tháng 2 năm 2014 | CD                 | SM Entertainment      |
| Đài Loan      | 9 tháng 4 năm 2014  | CD                 | Universal Music Group |